# Theatre Brook
THEATRE BROOK (или Theatre Brook) — японская фанк-рок-группа. Основана в 1986 году в Токио.

## Состав
- Тайдзи Сато (яп. 佐藤タイジ Сато: Тайдзи) — вокал, гитара
- Такаси Накадзё (яп. 中條卓 Накадзё: Такаси) — бас-гитара
- Эмерсон Китамура (яп. エマーソン北村 Эма:сон Китамура) — клавишные
- Такаси Нумадзава (яп. 沼澤尚 Нумадзава Такаси) — ударные

## История
1986 год — основание группы.
декабрь 1988 года — группа выпустила мини-альбом «Theatre Brook».
январь 1990 года — THEATRE BROOK выступили на разогреве у Red Hot Chili Peppers во время первого визита RHCP в Японию.
декабрь 1990 года — группа выпустила свой второй мини-альбом «Shikokumin» (яп. 非国民).
сентябрь 1993 года — группа выпустила альбом «SENSEMILLA».
21 июня 1995 года под лейблом EPIC Records Japan вышел дебютный мини-альбом «CALM DOWN».
22 ноября вышел первый сингл «Afure Desu Bakari» (яп. あふれ出すばかり).
22 мая 1995 года вышел второй сингл «DREAD RIDER» (яп. ドレッドライダー).
24 июня 1995 года вышел долгожданный первый альбом «TALISMAN».
1 мая 1997 года вышел третий сингл «Sutechimae» (яп. 捨てちまえ).
21 августа 1997 года вышел четвертый сингл «Mabataki» (яп. まばたき).
22 октября 1997 вышел второй альбом «TROPOPAUSE».
12 декабря 1997 года вышел первый саундтрек альбом группы — «Typhoon Shelter».
21 октября 1998 года выходит шестой сингл «Mabuta no Uchini» (яп. まぶたの裏に).
21 января 1999 года вышел седьмой сингл «Knock shi Tsuzukeru Otoko» (яп. ノックし続ける男).
20 февраля 1999 года вышел третий альбом «VIRACOCHA».
21 мая 1999 года вышел восьмой сингл группы «Namida no Umi» (яп. 涙の海).
2 февраля 2000 года вышел девятый сингл «Arittake no Ai» (яп. ありったけの愛).
23 февраля 2000 года вышел сборник лучших песен под названием «SPECIAL».
23 марта 2000 года вышел десятый сингл «Shinzou no Mezameru Toki» (яп. 心臓の目覚める時).
19 апреля 2000 года вышел четвертый альбом «I AM THE SPACE, YOU ARE THE SUN».
в июле 2000 года группа приняла участие в фестивале FUJI ROCK FESTIVAL.
18 августа 2001 года группа приняла участие в фестивале RISING SUN ROCK FESTIVAL 2001.
21 мая 2003 года вышел одиннадцатый сингл группы «Oretachi Future» (яп. オレタチフューチャー).
4 июня 2003 года вышел пятый альбом «THEATRE BROOK».
в июле 2003 года группа принимает участие в фестивале FUJI ROCK FESTIVAL'03.
15 августа 2003 года группа принимает участие в фестивале RISING SUN ROCK FESTIVAL 2003.
19 ноября 2003 года вышел концертный альбом 03.04.28 LOFT/03.06.22 LIQUID ROOM.
10 марта 2004 года вышел сборник лучших песен THEATRE BROOK.
в 2005 году группа сменила лейбл звукозаписи и 25 мая записала сингл «Sekai de Ichiban SEXY na Ichinichi» (яп. 世界で一番SEXYな一日) под лейблом FOR LIFE MUSIC ENTERTAINMENT.
22 июня 2005 года вышел альбом «Reincarnation».
19 августа 2005 года группа приняла участие в фестивале RISING SUN ROCK FESTIVAL 2005.
19 августа 2006 года музыканты THAETRE BROOK приняли участие в фестивале RISING SUN ROCK FESTIVAL 2006 в составе проекта Taiji All Stars.
21 февраля 2007 года вышел первый альбом проекта Taiji All Stars «FEMME FATALE».
18 августа 2007 года THEATRE BROOK приняли участие в фестивале RISING SUN ROCK FESTIVAL 2007.
8 сентября группа приняла участие в фестивале BUCK-TICK FEST ON PARADE, посвященном двадцатилетию с дебюта BUCK-TICK.
в 2010 году группа снова вернулась к работе с лейблом EPIC Records Japan. 24 февраля вышел сингл «Uragiri no Yuuyake» (яп. 裏切りの夕焼け), заглавная песня которого стала открывающей темой аниме Durarara!!.
9 июня 2010 года вышел альбом «Intention».
в июле 2010 года группа приняла участие в фестивале FUJI ROCK FESTIVAL 2010, в августе в фестивалях ROCK IN JAPAN 2010 и RISING SUN ROCK FESTIVAL 2010.

## Дискография

### Синглы
- Afure Desu Bakari (яп. あふれ出すばかり) — 22 ноября 1995
- DEAD RIDER (яп. ドレッドライダー ) — 22 мая 1996
- Sutechimae (яп. 捨てちまえ) — 1 мая 1997
- Mabataki (яп. まばたき) — 21 августа 1997
- SOUL DIVER — 20 июня 1998
- Mabuta no Uchini (яп. まぶたの裏に) — 21 октября 1998
- Knock shi Tsuzukeru Otoko (яп. ノックし続ける男) — 21 января 1999
- Namida no Umi (яп. 涙の海) — 21 мая 1999
- Arittake no Ai (яп. ありったけの愛) — 2 февраля 2000
- Shinzou no Mezameru Toki (яп. 心臓の目覚める時) — 23 марта 2000
- Oretachi Future (яп. オレタチフューチャー) — 21 мая 2003
- Sekai de Ichiban SEXY na Ichinichi (яп. 世界で一番SEXYな一日) — 25 мая 2005
- Uragiri no Yuuyake (яп. 裏切りの夕焼け) — 24 февраля 2010

### Альбомы
- SENSEMILLA — сентябрь 1993
- TALISMAN — 24 июня 1996
- TROPOPAUSE — 22 октября 1997
- Typhoon Shelter — 12 декабря 1997, саундтрек
- VIRACOCHA — 20 февраля 1999
- SPECIAL — 23 февраля 2000, сборник
- I AM THE SPACE, YOU ARE THE SUN — 19 апреля 2000
- THEATRE BROOK — 4 июня 2003
- 03.04.28 LOFT/03.06.22 LIQUID ROOM — 19 ноября 2003, концертный альбом
- The Complete Of THEATRE BROOK — 10 марта 2004, сборник
- Reincarnation — 22 июня 2005
- Intention — 9 июня 2010

### Мини-альбомы
- Theatre Brook — декабрь 1988
- Shikokumin (яп. 非国民) — декабрь 1991, EP
- CALM DOWN — 21 июня 1995

### Прочее
- PARADE～RESPECTIVE TRACKS OF BUCK-TICK～ — 21 декабря 2005

THEATRE BROOK — Rokugatsu no Okinawa (яп. 六月の沖縄)
Трибьют-альбом, посвященный двадцатилетию японской рок-группы BUCK-TICK